# Symplectoscyphus pluma
Symplectoscyphus pluma är en nässeldjursart som först beskrevs av Gustav Hartlaub 1901.  Symplectoscyphus pluma ingår i släktet Symplectoscyphus och familjen Sertulariidae. Inga underarter finns listade i Catalogue of Life.